# Leo-Weismantel-Realschule Marktbreit
Die Leo-Weismantel-Realschule Marktbreit ist eine staatlich anerkannte, private Realschule in der unterfränkischen Stadt Marktbreit. Die Realschule ging, genauso wie das ebenfalls in Marktbreit beheimatete Gymnasium Marktbreit, im Jahr 1961 aus dem 1845 gegründeten S. Wohl’schen Erziehungs- und Handelslehrinstitut hervor, einer privaten Handelsschule mit Internat. Sie wechselte im 19. und 20. Jahrhundert häufiger den Träger und auch den Namen. Heute besitzt die Realschule mit der Realschule des Bildungswerks Marktbreit e. V. eine Schwesterschule im Ort.

## Geschichte
Die Leo-Weismantel-Realschule ging aus mehreren Vorgängerschulen hervor. Nachdem die alte Lateinschule, aus der jahrhundertelang der akademische Nachwuchs der Stadt rekrutiert wurde, im Jahr 1821 aufgelöst worden war, kam es 1845 zur Gründung einer privaten Bildungsinstitution. Als Gründer trat der israelitische Religionslehrer Salomon Wohl hervor. Ähnlich wie das im benachbarten Segnitz lokalisierte Brüsselsche Institut war die Schule zunächst als reine Handelsschule konzipiert, die ihren Absolventen den Übergang auf das Gymnasium ermöglichen sollte. Das S. Wohl’sche Erziehungs- und Handelslehrinstitut wurde mit einem Internat ausgestattet, sodass die Schule bald eine internationale Schülerschaft aufnehmen konnte.
Als 1875 ein Neubau anstand, übergab Salomon Wohl seine Schule an den Lehrer Josef Damm, der sie zu einer Handelsschule mit Vorbereitungsklasse und den vier oberen Klassen einer sechsklassigen Handelsschule erweiterte, an der nach den Lehrplänen der bayerischen Handelsschulen unterrichtet wurde. Kurze Zeit wurde die Schule zwischen 1878 und 1897 unter städtische Leitung genommen, ehe sie als Real- und Handelsschule Johann Damm wieder durch Damms Sohn geführt wurde. Im Jahr 1905 wurde die Schule von Franz Köppl übernommen. Von der Familie Köppl wurde die Schule bis zum Jahr 1960 geleitet. Bereits im Jahr 1938 wurde das Köpplsche Institut durch die Stadt Marktbreit kuratiert, in der Zeit des Nationalsozialismus hatte die Schule den Namen Städtische Handelsschule.
Im Jahr 1944 wurde der damalige Schulleiter Edgar Köppl zum Kriegsdienst eingezogen und der Betrieb der Privatschule ruhte bis 1947. Die Stadt Marktbreit begann in der Nachkriegszeit, unter ihrer Regie die Schule wieder zu öffnen, erste Schüler wurden im Jahr 1949 aufgenommen. Die Folge war die Spaltung der Schule in zwei Bildungsinstitute. Die Familie Köppl leitete weiterhin eine private Mittelschule mit Internat, die Stadt war nun verantwortlich für die neugegründete Städtische Oberrealschule. Im Jahr 1960 gründete sich ein Mittelschulverein, um die Finanzierung der privaten Institution zu sichern. Dabei tat sich der damalige Landtagsabgeordnete Walter Galuschka besonders hervor.
Einen besonders wichtiger Einschnitt stellte die staatliche Anerkennung der Schule dar. Sie erfolgte bereits im Jahr 1961. In der Folge gelang es der Realschule, in die staatliche Bezuschussung einbezogen zu werden. Mit der staatlichen Anerkennung ging eine Umbenennung der Schule einher. Allerdings nahm man den Namen des in Marktbreit wirkenden Schriftstellers und Reformpädagogen Leo Weismantel erst 1988 zum Schulnamen an. 1974 löste sich die Erbengemeinschaft Köppl auf. Die Schule erhielt einen Teil des Grundbesitzes. 1984 entstand eine weitere private Realschule in Marktbreit, die vom Bildungswerks Marktbreit e. V. getragen wird und heute als „Schwesterschule“ fungiert. 1999 schloss das Internat der Schule seine Pforten.

## Schulprofil
| Name                   | Amtszeit  |
| Salomon Wohl           | 1845–1875 |
| Josef Damm             | 1875–1897 |
| Johann Damm            | 1897–1906 |
| Franz Köppl            | 1906–1931 |
| Erich Köppl            | 1931–1933 |
| Edgar Köppl            | 1933–1956 |
| Rudolf Scherer         | 1956–1986 |
| Helmut Binder          | 1986–1996 |
| Peter Wilhelm          | 1996–2016 |
| Silvana Bucko          | 2016–2023 |
| Erna Strempel-Anthofer | 2023–2024 |
| Ina Härtel             | seit 2024 |

Als Offene Ganztagsschule bietet sie alle vier bayerischen Wahlpflichtfächergruppen an:
- Wahlpflichtfächergruppe I (Jahrgangsstufen 5–10, voll ausgebaut): Schwerpunkte: Mathematik, Physik, Chemie, Informatik
- Wahlpflichtfächergruppe II (Jahrgangsstufen 5–10, voll ausgebaut): Schwerpunkte: Betriebswirtschaftslehre/Rechnungswesen sowie Wirtschafts- und Rechtslehre
- Wahlpflichtfächergruppe IIIa (Jahrgangsstufen 5–10, voll ausgebaut): Schwerpunkte: Französisch und Betriebswirtschaftslehre/Rechnungswesen
- Wahlpflichtfächergruppe IIIb (Jahrgangsstufen 5–10, voll ausgebaut): Schwerpunkte: Werken und Technisches Zeichen